# Rio Cunani
Rio Cunani är ett vattendrag i Brasilien.   Det ligger i delstaten Amapá, i den norra delen av landet, 2 100 km norr om huvudstaden Brasília.